# Bochil
Bochil är en kommunhuvudort i Mexiko.   Den ligger i kommunen Bochil och delstaten Chiapas, i den sydöstra delen av landet, 700 km öster om huvudstaden Mexico City. Bochil ligger 1 162 meter över havet och antalet invånare är 10 383.
Terrängen runt Bochil är kuperad åt nordväst, men åt sydost är den bergig. Bochil ligger nere i en dal. Runt Bochil är det ganska tätbefolkat, med 116 invånare per kvadratkilometer. Bochil är det största samhället i trakten. I omgivningarna runt Bochil växer huvudsakligen savannskog.